# Olesiec (gmina)
Olesiec (od 1870 Chocz) – dawna gmina wiejska istniejąca do 1870 roku w guberni kaliskiej. Siedzibą władz gminy był Olesiec.
Za Królestwa Polskiego gmina Olesiec należała do powiatu kaliskiego w guberni kaliskiej. 31 maja 1870 do gminy przyłączono pozbawiony praw miejskich Chocz, po czym gminę przemianowano na Chocz.